# 353
353 (CCCLIII) je bilo navadno leto, ki se je po julijanskem koledarju začelo na petek.

## Smrti
- 11. avgust - Magnencij, rimski uzurpator